# Горіх чорний

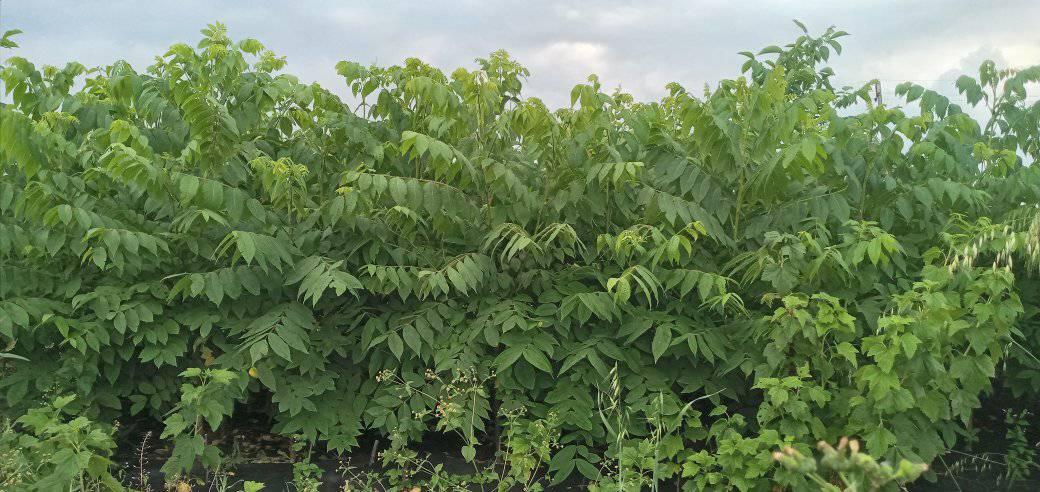
Дворічний чорний горіх

Горі́х чо́рний (Juglans nigra L.; англ. black walnut) — дерево родини горіхових (Juglandaceae) з майже чорною корою, чорнуватим плодом, голою кісточкою з гостроборознистою поверхнею.
В 2023 році, згідно наказу Міністра захисту довкілля та природних ресурсів України № 695/39751 від 05.05.2023 року включений до "Переліку чужорідних видів дерев, заборонених у відтворенні лісів", з відповідною забороною використовувати його для створення та відновлення лісів та полезахисних смуг в Україні.

## Будова
Листяне дерево сягає до 40 м у висоту. Цвіте у травні, плоди достигають у вересні—жовтні. Восени його перисте листя набуває золотисто-жовтого забарвлення і розлога крона починає рідшати. Усі частини дерева містять юглон - сполуку, що пригнічує ріст інших рослин. Оскільки з опалого листя, що розкладається, ця речовина вивільняється в ґрунт, поруч з чорним горіхом зазвичай виживає небагато видів. Тому з його листя не виготовляють компост.
Вид — швидкорослий і відносно морозостійкий, оскільки навесні пробуджується пізніше інших видів горіхів. Вирізняється серед інших видів горіхів повнодеревним струнким стовбуром.

## Поширення та середовище існування
На батьківщині, у Північній Америці, горіх чорний охоплює дуже широкий ареал і трапляється в різних ґрунтово-кліматичних умовах:
- США:
  - північно-центральні штати: Айова, Вермонт, Вісконсин, Західна Вірджинія, Іллінойс, Канзас, Мінесота, Міссурі, Небраска, Оклахома, Південна Дакота;
  - північно-східні штати: Індіана, Коннектикут, Массачусетс, Мічиган, Нью-Джерсі, Нью-Йорк, Огайо, Пенсільванія, Род Айленд;
  - південно-центральні штати: Техас;
  - південно-східні штати: Алабама, Арканзас, Вірджинія, Делавер, Джорджія, Кентукі, Луїзіана, Меріленд, Міссісіпі, Південна Кароліна, Північна Кароліна, Теннессі, Флорида;
- східна Канада: провінція Онтаріо.

Любить добре зволожені ґрунти, наприклад в долинах річок.

## Практичне використання
Дає цінну деревину. З темної, тонковолокнистої деревини виготовляють меблі та дерев'яні частини рушниць.
Горіх чорний культивують у Правобережному Лісостепу України, в різних ґрунтово-кліматичних умовах. Проте, найпоширеніший він у лісових культурах Вінниччини. Зокрема, за період 2012—2016 рр. держлісгоспами Вінницької області на землях держлісфонду було створено 216 га чистих культур горіха чорного.
Ядро горіха їстівне, містить 55—66 % жиру (олія швидко гіркне), але рідко вживається в їжу через тверду грубу шкаралупу. Плоди також можуть використовуватися для захисту від молі. Подрібнена шкарлупа використовується як абразивний матеріал для обробки металевих поверхонь і як один з компонентів динаміту.

## Галерея

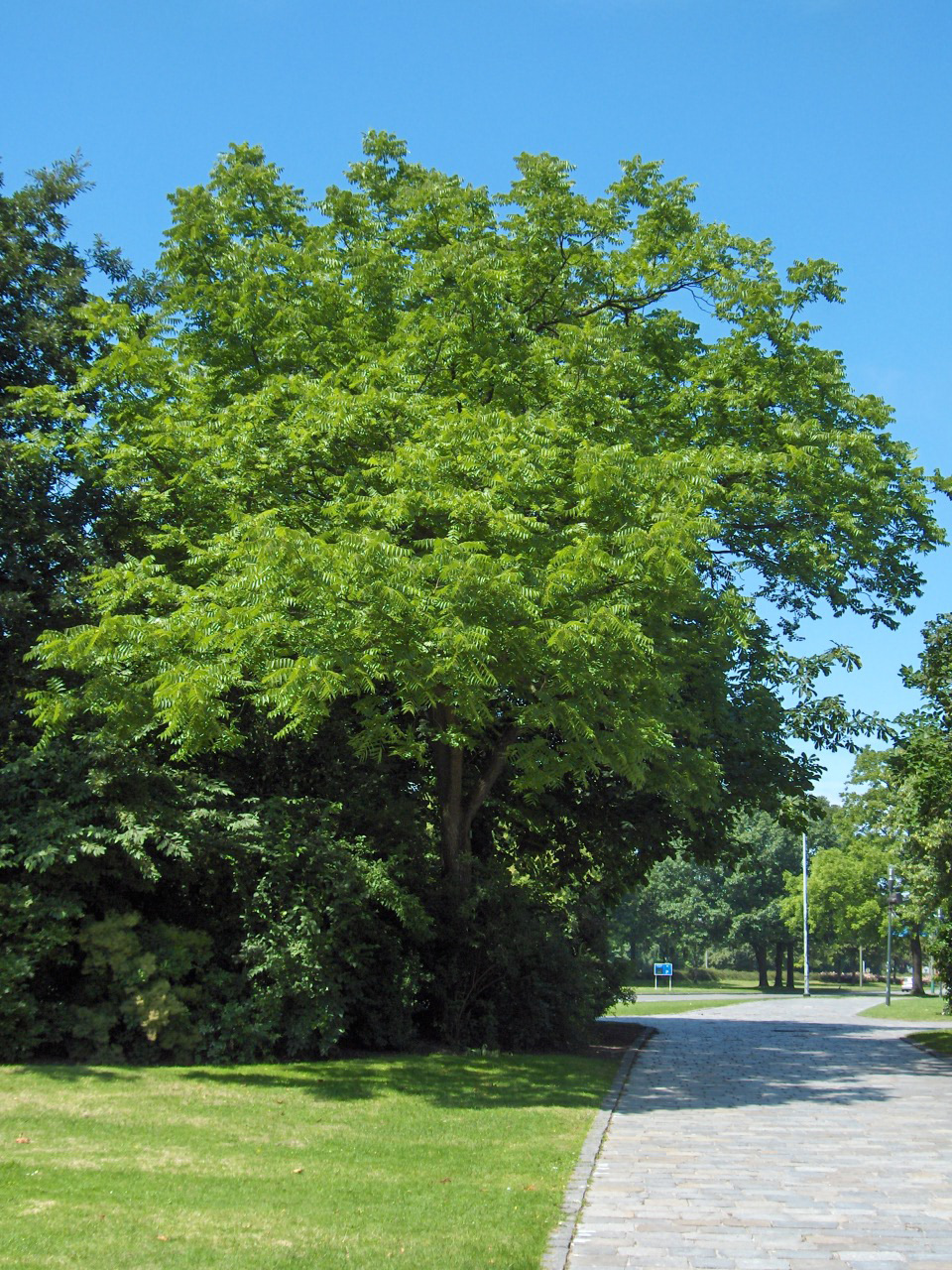
Доросле дерево
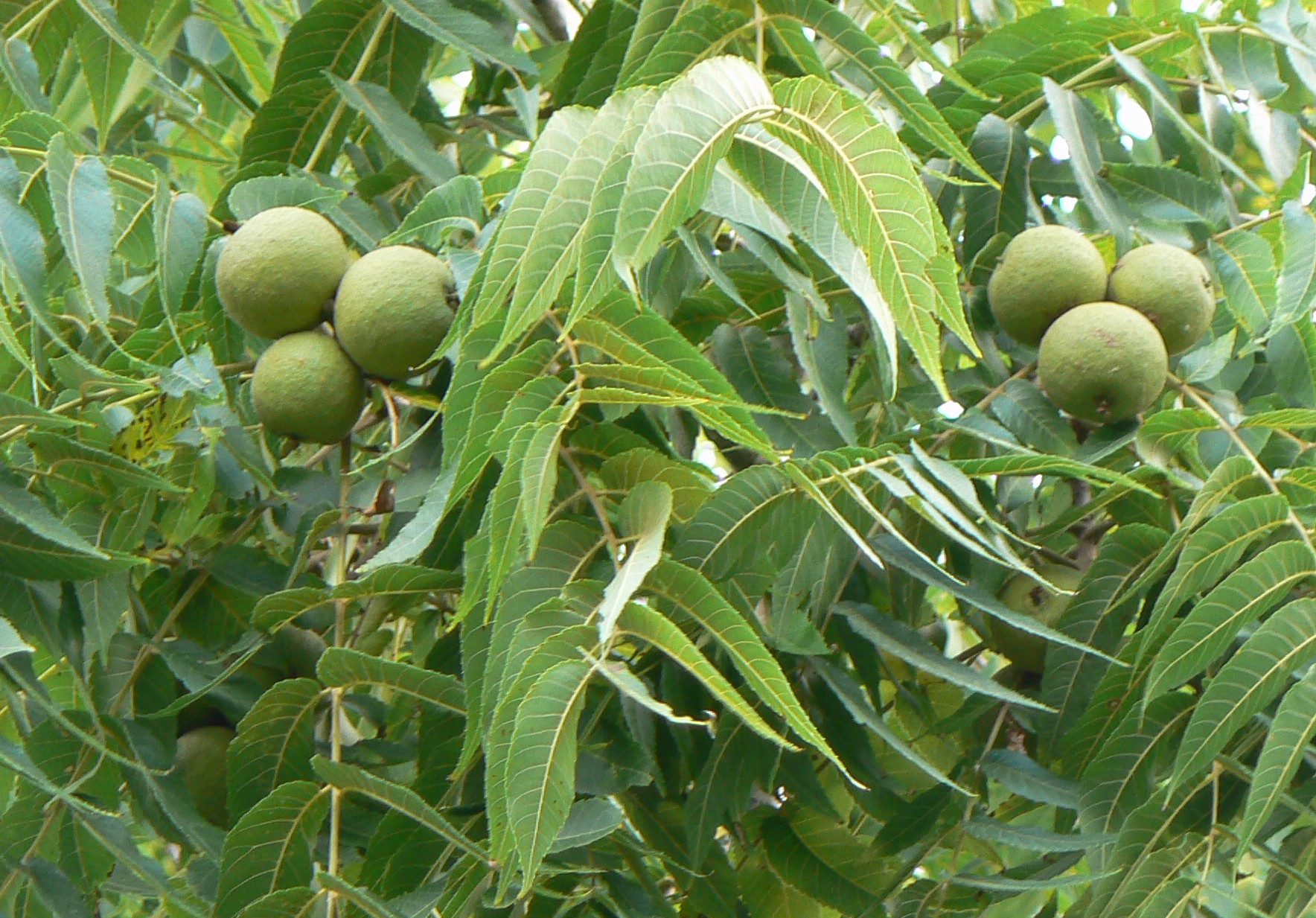
Листя й плоди
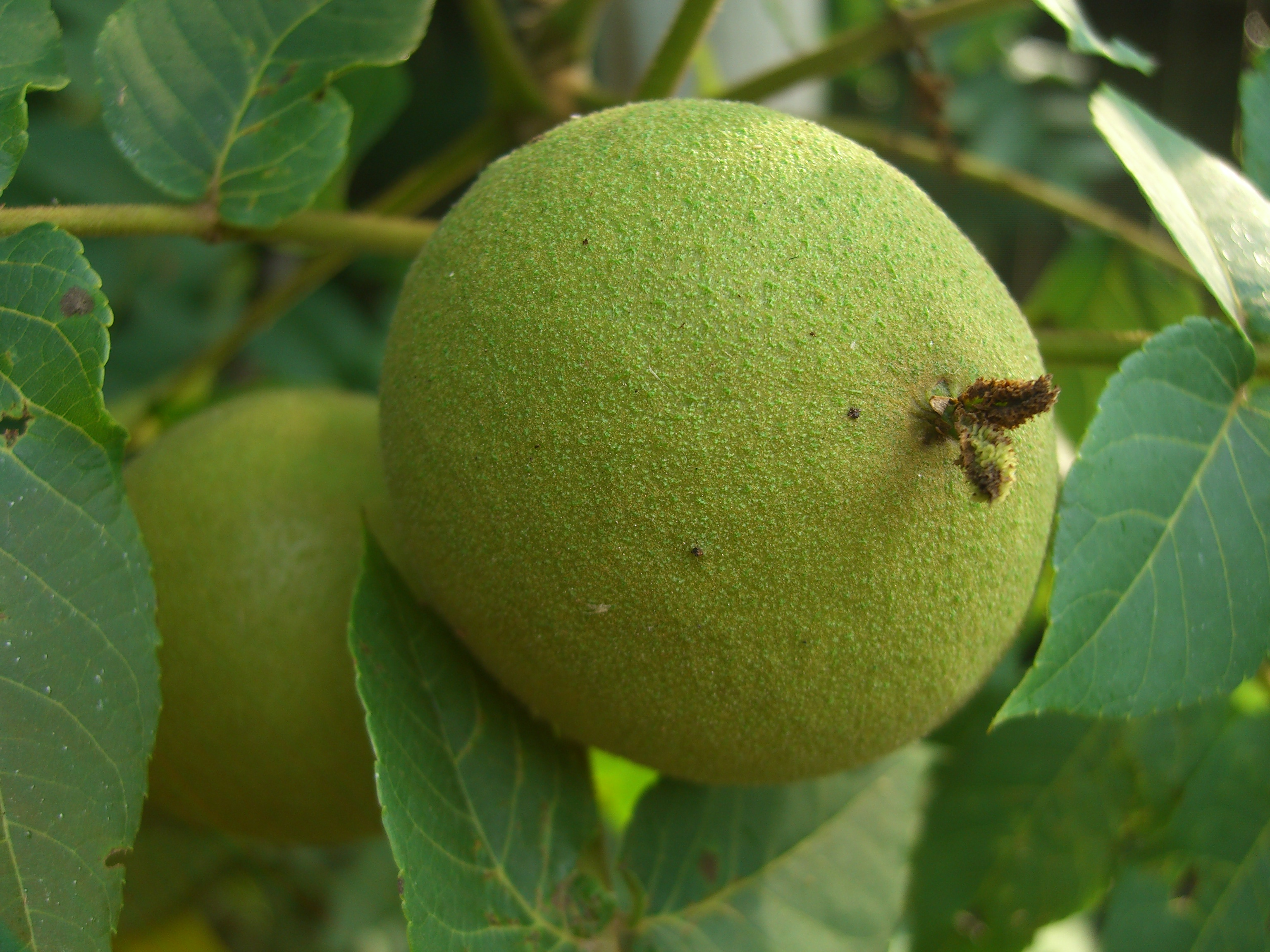
Окремий горіх
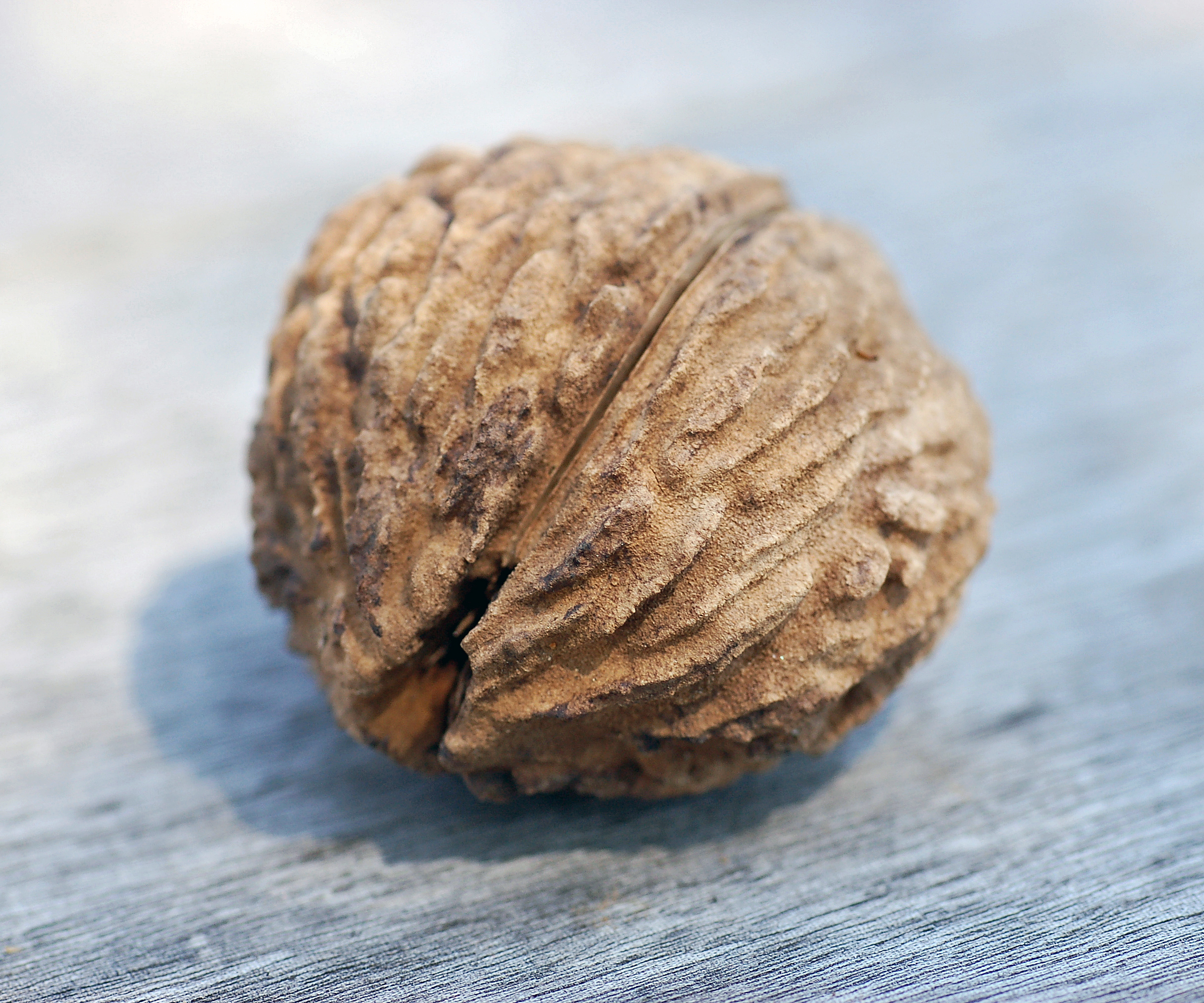
Очищений горіх
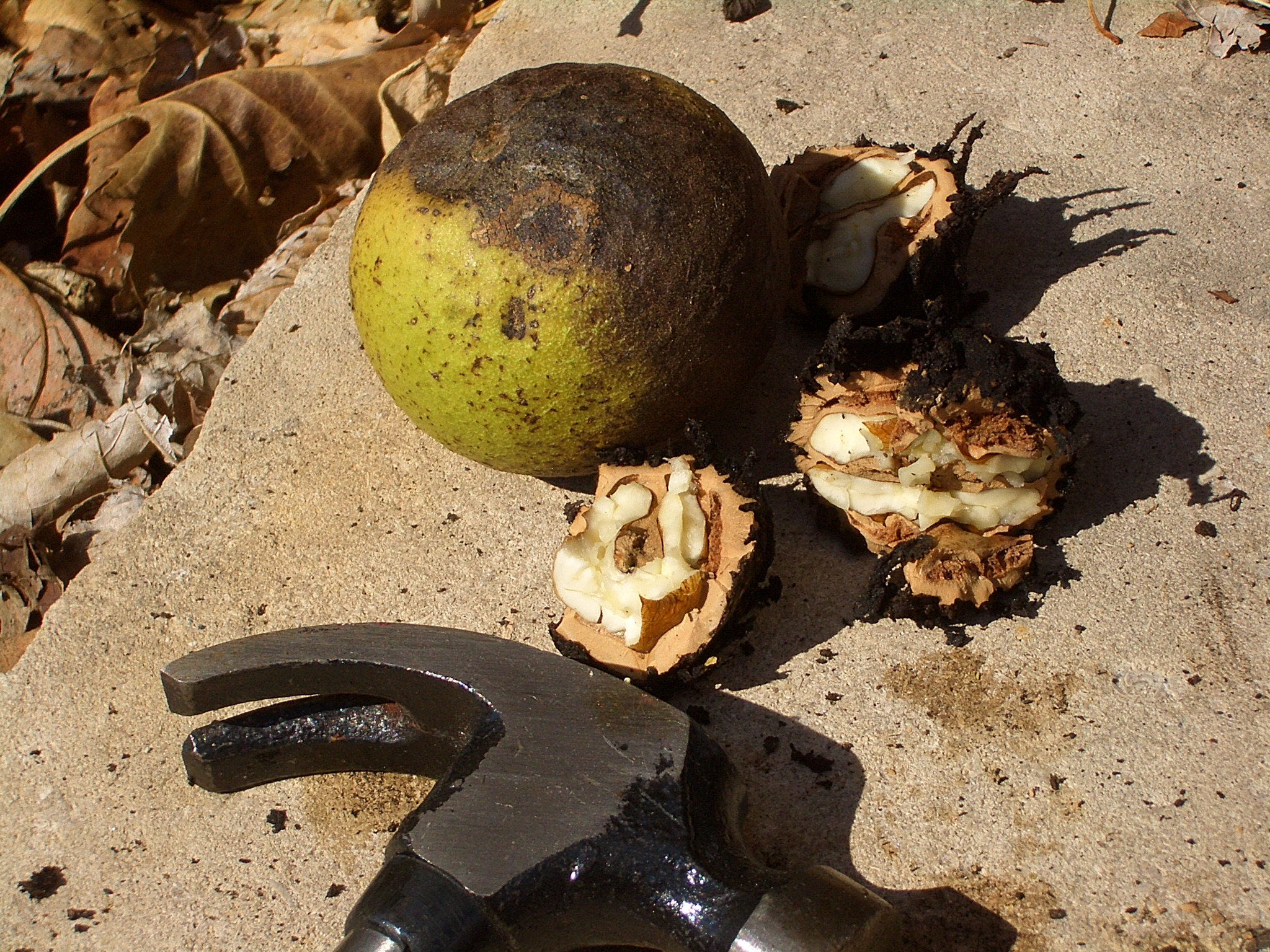
Добування ядра горіха
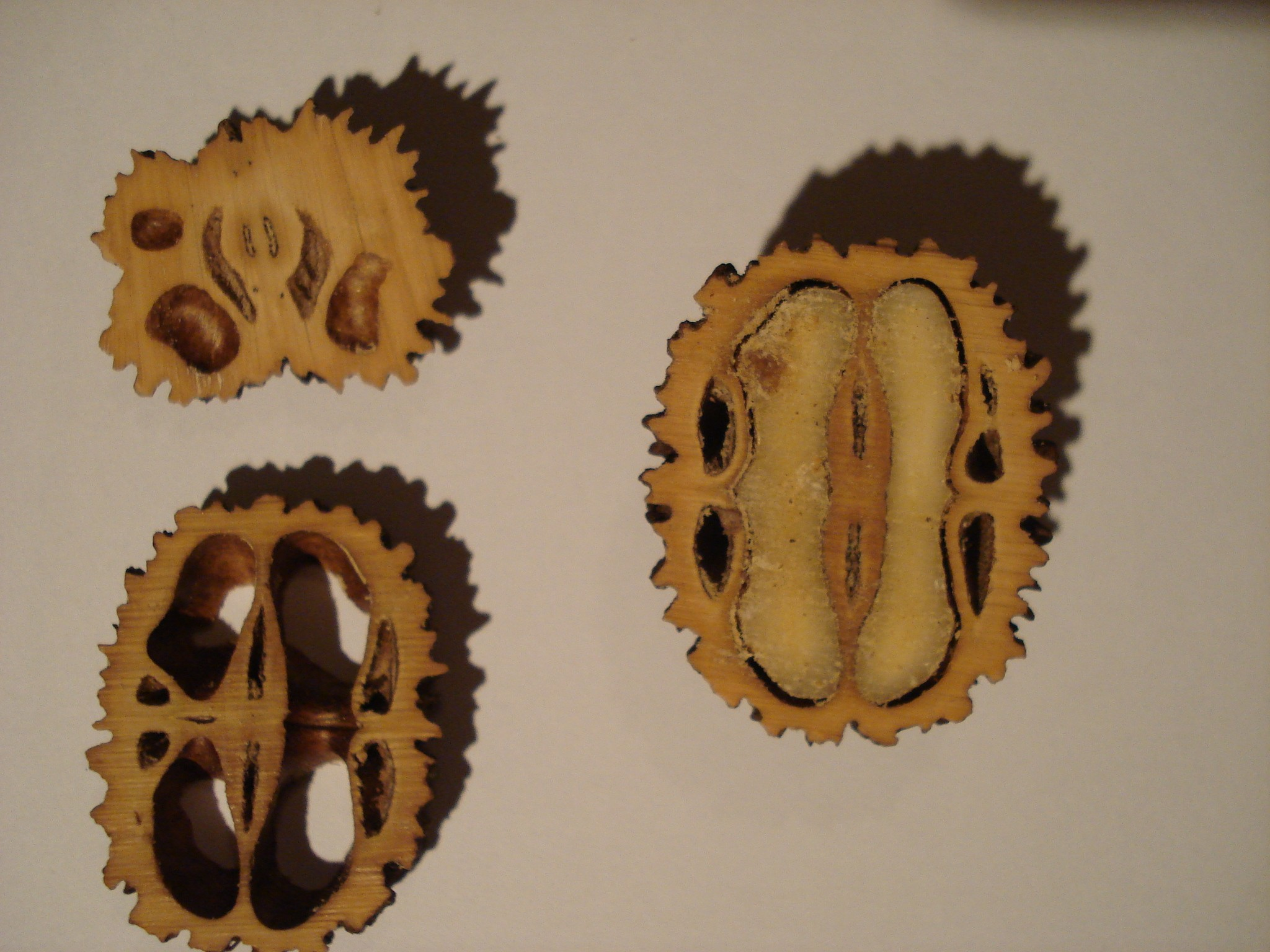
Горіх в перерізах
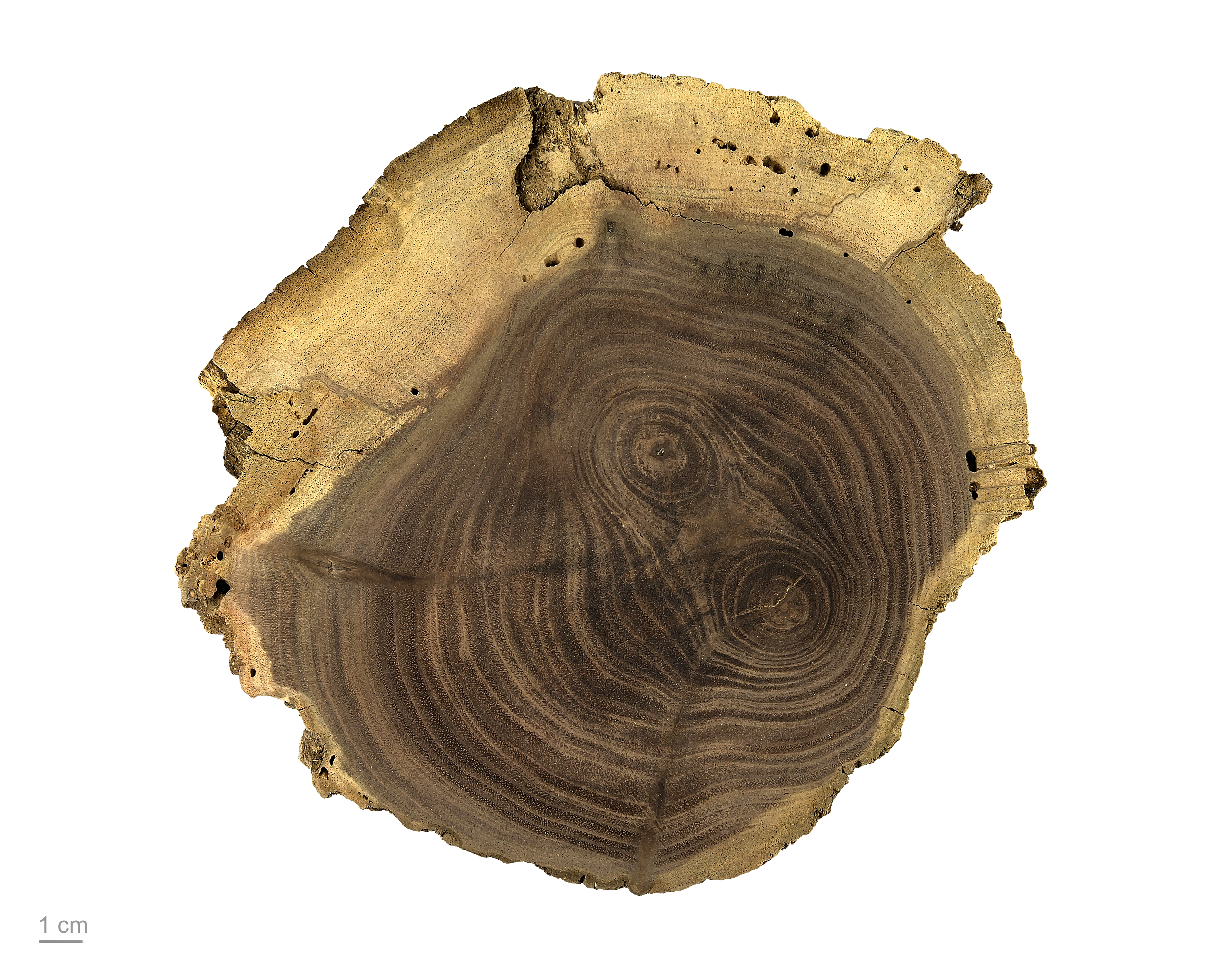
Juglans nigra - Тулузький музей